# Roscoea australis
Roscoea australis là một loài thực vật có hoa trong họ Gừng. Loài này được Elizabeth Jill Cowley miêu tả khoa học đầu tiên năm 1982.

## Phân bố và môi trường sống
Có ở phía tây miền trung Myanmar